# Liste der Nummer-eins-Hits in Südkorea (2020)
Dies ist eine Liste der Nummer-eins-Hits in Südkorea im Jahr 2020 basierend auf den offiziellen Gaon Charts.

## Singles
| ← 2019 ← | Liste der Nummer-eins-Hits in Südkorea | Liste der Nummer-eins-Hits in Südkorea     | Liste der Nummer-eins-Hits in Südkorea | 2021 →                                                                                       |
| \| Zeitraum \| Wo. ges. \| Interpret \| Titel Autor(en) \| Zusätzliche Informationen \| \| (Zeitraum, Wochen auf Platz eins, Interpret, Titel, Autor[en], zusätzliche Informationen) \| \| \| \| \| \| ----------------------------------------------------------------------------------------- \| -------- \| ------------------------------------------ \| ----------------------------------- \| -------------------------------------------------------------------------------------------- \| \| 22. Dezember 2019 – 11. Januar 2020 3 Wochen \| 3 \| Changmo 창모 \| Meteor \| – \| \| 12. Januar 2020 – 15. Februar 2020 5 Wochen (insgesamt 7) \| 7 \| Zico 지코 \| Any Song 아무노래 \| – \| \| 16. Februar 2020 – 22. Februar 2020 1 Woche \| 1 \| IU 아이유 \| Give You My Heart 마음을 드려요 \| – \| \| 23. Februar 2020 – 29. Februar 2020 1 Woche \| 1 \| BTS 방탄소년단 \| On \| – \| \| 1. März 2020 – 14. März 2020 2 Wochen (insgesamt 7) \| 7 \| Zico 지코 \| Any Song 아무노래 \| – \| \| 15. März 2020 – 28. März 2020 2 Wochen (insgesamt 3) \| 3 \| Gaho 가호 \| Start Over 시작 \| – \| \| 29. März 2020 – 4. April 2020 1 Woche \| 1 \| MC the Max 엠씨더맥스 \| Bloom 처음처럼 \| – \| \| 5. April 2020 – 11. April 2020 1 Woche (insgesamt 3) \| 3 \| Gaho 가호 \| Start Over 시작 \| – \| \| 12. April 2020 – 2. Mai 2020 3 Wochen \| 3 \| Cho Jung-seok 조정석 \| Aloha 아로하 \| Das Lied stammt aus dem Soundtrack der Fernsehserie Hospital Playlist (슬기로운 의사생활). \| \| 3. Mai 2020 – 23. Mai 2020 3 Wochen (insgesamt 4) \| 4 \| IU feat. Suga 아이유 feat. 슈가 \| Eight 에잇 IU, Suga, El Capitxn \| – \| \| 24. Mai 2020 – 6. Juni 2020 2 Wochen \| 2 \| Jeon Mi-do 전미도 \| I Knew I Love 사랑하게 될 줄 알았어 \| Nach Aloha erreichte ein weiteres Lied aus dem Hospital-Playlist-Soundtrack die Chartspitze. \| \| 7. Juni 2020 – 13. Juni 2020 1 Woche (insgesamt 4) \| 4 \| IU feat. Suga 아이유 feat. 슈가 \| Eight 에잇 IU, Suga, El Capitxn \| – \| \| 14. Juni 2020 – 27. Juni 2020 2 Wochen \| 2 \| Bloo 블루 \| Downtown Baby \| – \| \| 28. Juni 2020 – 18. Juli 2020 3 Wochen \| 3 \| Blackpink \| How You Like That \| – \| \| 19. Juli 2020 – 22. August 2020 5 Wochen \| 5 \| SSAK3 싹쓰리 \| Beach Again 다시 여기 바닷가 \| – \| \| 23. August 2020 – 10. Oktober 2020 7 Wochen (insgesamt 11) \| 11 \| BTS 방탄소년단 \| Dynamite \| – \| \| 11. Oktober 2020 – 24. Oktober 2020 2 Wochen \| 2 \| Refund Sisters 환불원정대 \| Don’t Touch Me \| – \| \| 25. Oktober 2020 – 21. November 2020 4 Wochen (insgesamt 11) \| 11 \| BTS 방탄소년단 \| Dynamite \| – \| \| 22. November 2020 – 9. Januar 2020 7 Wochen \| 7 \| Miranni, Munchman, Khundi Panda, MUSHVENOM \| VVS (feat. Justhis) \| – \| |                                        |                                            |                                        |                                                                                              |
| ← 2019 |                                        |                                            |                                        | → 2021 →                                                                                     |
| Zeitraum | Wo. ges.                               | Interpret                                  | Titel Autor(en)                        | Zusätzliche Informationen                                                                    |
| (Zeitraum, Wochen auf Platz eins, Interpret, Titel, Autor[en], zusätzliche Informationen) |                                        |                                            |                                        |                                                                                              |
| 22. Dezember 2019 – 11. Januar 2020 3 Wochen | 3                                      | Changmo 창모                               | Meteor                                 | –                                                                                            |
| 12. Januar 2020 – 15. Februar 2020 5 Wochen (insgesamt 7) | 7                                      | Zico 지코                                  | Any Song 아무노래                      | –                                                                                            |
| 16. Februar 2020 – 22. Februar 2020 1 Woche | 1                                      | IU 아이유                                  | Give You My Heart 마음을 드려요        | –                                                                                            |
| 23. Februar 2020 – 29. Februar 2020 1 Woche | 1                                      | BTS 방탄소년단                             | On                                     | –                                                                                            |
| 1. März 2020 – 14. März 2020 2 Wochen (insgesamt 7) | 7                                      | Zico 지코                                  | Any Song 아무노래                      | –                                                                                            |
| 15. März 2020 – 28. März 2020 2 Wochen (insgesamt 3) | 3                                      | Gaho 가호                                  | Start Over 시작                        | –                                                                                            |
| 29. März 2020 – 4. April 2020 1 Woche | 1                                      | MC the Max 엠씨더맥스                      | Bloom 처음처럼                         | –                                                                                            |
| 5. April 2020 – 11. April 2020 1 Woche (insgesamt 3) | 3                                      | Gaho 가호                                  | Start Over 시작                        | –                                                                                            |
| 12. April 2020 – 2. Mai 2020 3 Wochen | 3                                      | Cho Jung-seok 조정석                       | Aloha 아로하                           | Das Lied stammt aus dem Soundtrack der Fernsehserie Hospital Playlist (슬기로운 의사생활).   |
| 3. Mai 2020 – 23. Mai 2020 3 Wochen (insgesamt 4) | 4                                      | IU feat. Suga 아이유 feat. 슈가            | Eight 에잇 IU, Suga, El Capitxn        | –                                                                                            |
| 24. Mai 2020 – 6. Juni 2020 2 Wochen | 2                                      | Jeon Mi-do 전미도                          | I Knew I Love 사랑하게 될 줄 알았어    | Nach Aloha erreichte ein weiteres Lied aus dem Hospital-Playlist-Soundtrack die Chartspitze. |
| 7. Juni 2020 – 13. Juni 2020 1 Woche (insgesamt 4) | 4                                      | IU feat. Suga 아이유 feat. 슈가            | Eight 에잇 IU, Suga, El Capitxn        | –                                                                                            |
| 14. Juni 2020 – 27. Juni 2020 2 Wochen | 2                                      | Bloo 블루                                  | Downtown Baby                          | –                                                                                            |
| 28. Juni 2020 – 18. Juli 2020 3 Wochen | 3                                      | Blackpink                                  | How You Like That                      | –                                                                                            |
| 19. Juli 2020 – 22. August 2020 5 Wochen | 5                                      | SSAK3 싹쓰리                               | Beach Again 다시 여기 바닷가           | –                                                                                            |
| 23. August 2020 – 10. Oktober 2020 7 Wochen (insgesamt 11) | 11                                     | BTS 방탄소년단                             | Dynamite                               | –                                                                                            |
| 11. Oktober 2020 – 24. Oktober 2020 2 Wochen | 2                                      | Refund Sisters 환불원정대                  | Don’t Touch Me                         | –                                                                                            |
| 25. Oktober 2020 – 21. November 2020 4 Wochen (insgesamt 11) | 11                                     | BTS 방탄소년단                             | Dynamite                               | –                                                                                            |
| 22. November 2020 – 9. Januar 2020 7 Wochen | 7                                      | Miranni, Munchman, Khundi Panda, MUSHVENOM | VVS (feat. Justhis)                    | –                                                                                            |

## Alben
| ← 2019 ← | Liste der Nummer-eins-Hits in Südkorea | Liste der Nummer-eins-Hits in Südkorea | Liste der Nummer-eins-Hits in Südkorea                      | 2021 →                    |
| \| Zeitraum \| Wo. ges. \| Interpret \| Titel \| Zusätzliche Informationen \| \| (Zeitraum, Wochen auf Platz eins, Interpret, Titel, zusätzliche Informationen) \| \| \| \| \| \| ------------------------------------------------------------------------------ \| -------- \| ---------------------- \| ----------------------------------------------------------- \| ------------------------- \| \| 22. Dezember 2019 – 4. Januar 2020 2 Wochen \| 2 \| Red Velvet \| The ReVe Festival: Finale \| – \| \| 5. Januar 2020 – 11. Januar 2020 1 Woche \| 1 \| Ateez \| Treasure Epilogue: Action to Answer \| – \| \| 12. Januar 2020 – 25. Januar 2020 2 Wochen \| 2 \| Kim Jae-joong \| Love Song \| – \| \| 26. Januar 2020 – 1. Februar 2020 1 Woche \| 1 \| Super Junior \| Timeless \| – \| \| 2. Februar 2020 – 8. Februar 2020 1 Woche \| 1 \| GFriend \| 回: Labyrinth \| – \| \| 9. Februar 2020 – 15. Februar 2020 1 Woche \| 1 \| The Boyz \| Reveal \| – \| \| 16. Februar 2020 – 29. Februar 2020 2 Wochen \| 2 \| BTS \| Map of the Soul: 7 \| – \| \| 1. März 2020 – 7. März 2020 1 Woche (insgesamt 2) \| 2 \| NCT 127 \| Neo Zone \| – \| \| 8. März 2020 – 14. März 2020 1 Woche \| 1 \| Itzy \| It’z Me \| – \| \| 15. März 2020 – 21. März 2020 1 Woche (insgesamt 2) \| 2 \| NCT 127 \| Neo Zone \| – \| \| 22. März 2020 – 28. März 2020 1 Woche \| 1 \| Kang Daniel \| Cyan \| – \| \| 29. März 2020 – 4. April 2020 1 Woche \| 1 \| Suho \| Self-Portrait \| – \| \| 5. April 2020 – 11. April 2020 1 Woche \| 1 \| (G)I-DLE \| I Trust \| – \| \| 12. April 2020 – 18. April 2020 1 Woche \| 1 \| Cravity \| Season 1. Hideout: Remember Who We Are \| – \| \| 19. April 2020 – 25. April 2020 1 Woche \| 1 \| Got7 \| Dye \| – \| \| 26. April 2020 – 2. Mai 2020 1 Woche \| 1 \| NCT Dream \| Reload \| – \| \| 3. Mai 2020 – 9. Mai 2020 1 Woche \| 1 \| Astro 아스트로 \| 7th Mini Album [Gateway] \| – \| \| 10. Mai 2020 – 16. Mai 2020 1 Woche \| 1 \| Nu’est 뉴이스트 \| The 8th Mini Album ‘The Nocturne’ \| – \| \| 17. Mai 2020 – 23. Mai 2020 1 Woche \| 1 \| NCT 127 \| NCT #127 Neo Zone The Final Round – The 2nd Album Repackage \| – \| \| 24. Mai 2020 – 30. Mai 2020 1 Woche \| 1 \| Baekhyun 백현 \| Delight – The 2nd Mini Album \| – \| \| 31. Mai 2020 – 6. Juni 2020 1 Woche \| 1 \| Twice \| More & More \| – \| \| 7. Juni 2020 – 13. Juni 2020 1 Woche \| 1 \| Super Junior-K.R.Y. \| When We Were Us 푸르게 빛나던 우리의 계절 \| – \| \| 14. Juni 2020 – 20. Juni 2020 1 Woche \| 1 \| Stray Kids \| Go生 \| – \| \| 21. Juni 2020 – 27. Juni 2020 1 Woche (insgesamt 2) \| 2 \| Seventeen \| Heng:garæ 헹가래 \| – \| \| 28. Juni 2020 – 4. Juli 2020 1 Woche \| 1 \| Baekhyun 백현 \| Delight - The 2nd Mini Album \| – \| \| 5. Juli 2020 – 11. Juli 2020 1 Woche (insgesamt 2) \| 2 \| Seventeen \| Heng:garæ 헹가래 \| – \| \| 12. Juli 2020 – 18. Juli 2020 1 Woche \| 1 \| Exo-SC 세훈&찬열 \| 1 Billion Views \| – \| \| 19. Juli 2020 – 25. Juli 2020 1 Woche \| 1 \| Blackpink \| How You Like That (Special Edition) \| – \| \| 26. Juli 2020 – 1. August 2020 1 Woche \| 1 \| Ateez \| Zero: Fever Part 1 \| – \| \| 2. August 2020 – 8. August 2020 1 Woche \| 1 \| Kang Daniel 강다니엘 \| Magenta \| – \| \| 9. August 2020 – 15. August 2020 1 Woche \| 1 \| Treasure 트레저 \| The First Step: Chapter One \| – \| \| 16. August 2020 – 22. August 2020 1 Woche \| 1 \| Itzy \| Not Shy \| – \| \| 23. August 2020 – 29. August 2020 1 Woche \| 1 \| Cravity \| Season 2. Hideout: The New Day We Step Into \| – \| \| 30. August 2020 – 5. September 2020 1 Woche \| 1 \| Wonho 원호 \| Love Synonym Pt.1: Right for Me \| – \| \| 6. September 2020 – 12. September 2020 1 Woche \| 1 \| Taemin 태민 \| Never Gonna Dance Again: Act 1 \| – \| \| 13. September 2020 – 19. September 2020 1 Woche \| 1 \| Stray Kids \| In生 \| – \| \| 20. September 2020 – 26. September 2020 1 Woche \| 1 \| Kim Ho-joong 김호중 \| Our Family 우리家 \| – \| \| 27. September 2020 – 3. Oktober 2020 1 Woche \| 1 \| Super Junior D&E \| Bad Liar \| – \| \| 4. Oktober 2020 – 10. Oktober 2020 1 Woche \| 1 \| Blackpink \| The Album \| – \| \| 11. Oktober 2020 – 17. Oktober 2020 1 Woche \| 1 \| NCT \| NCT 2020 Resonance Pt. 1 \| – \| \| 18. Oktober 2020 – 24. Oktober 2020 1 Woche \| 1 \| Seventeen \| Semicolon \| – \| \| 25. Oktober 2020 – 31. Oktober 2020 1 Woche \| 1 \| SuperM \| Super One \| – \| \| 1. November 2020 – 7. November 2020 1 Woche \| 1 \| Monsta X 몬스타엑스 \| Fatal Love \| – \| \| 8. November 2020 – 14. November 2020 1 Woche \| 1 \| Treasure 트레저 \| The First Step: Chapter Three \| – \| \| 15. November 2020 – 21. November 2020 1 Woche \| 1 \| BTS 방탄소년단 \| Be (Deluxe Edition) \| – \| \| 22. November 2020 – 28. November 2020 1 Woche \| 1 \| Henry 헨리 \| Journey \| – \| \| 29. November 2020 – 5. Dezember 2020 1 Woche (insgesamt 3) \| 3 \| NCT \| NCT Resonance Pt. 2 \| – \| \| 6. Dezember 2020 – 12. Dezember 2020 1 Woche \| 1 \| IZ*ONE \| One-reeler / Act IV \| – \| \| 13. Dezember 2020 – 19. Dezember 2020 1 Woche \| 1 \| Kim Ho-joong 김호중 \| The Classic Album I - My Favorite Arias \| – \| \| 20. Dezember 2020 – 26. Dezember 2020 1 Woche (insgesamt 3) \| 3 \| NCT \| NCT Resonance Pt. 2 \| – \| \| 27. Dezember 2020 – 2. Januar 2021 1 Woche \| 1 \| TXT 투모로우바이투게더 \| Minisode1: Blue Hour \| – \| |                                        |                                        |                                                             |                           |
| ← 2019 |                                        |                                        |                                                             | → 2021 →                  |
| Zeitraum | Wo. ges.                               | Interpret                              | Titel                                                       | Zusätzliche Informationen |
| (Zeitraum, Wochen auf Platz eins, Interpret, Titel, zusätzliche Informationen) |                                        |                                        |                                                             |                           |
| 22. Dezember 2019 – 4. Januar 2020 2 Wochen | 2                                      | Red Velvet                             | The ReVe Festival: Finale                                   | –                         |
| 5. Januar 2020 – 11. Januar 2020 1 Woche | 1                                      | Ateez                                  | Treasure Epilogue: Action to Answer                         | –                         |
| 12. Januar 2020 – 25. Januar 2020 2 Wochen | 2                                      | Kim Jae-joong                          | Love Song                                                   | –                         |
| 26. Januar 2020 – 1. Februar 2020 1 Woche | 1                                      | Super Junior                           | Timeless                                                    | –                         |
| 2. Februar 2020 – 8. Februar 2020 1 Woche | 1                                      | GFriend                                | 回: Labyrinth                                               | –                         |
| 9. Februar 2020 – 15. Februar 2020 1 Woche | 1                                      | The Boyz                               | Reveal                                                      | –                         |
| 16. Februar 2020 – 29. Februar 2020 2 Wochen | 2                                      | BTS                                    | Map of the Soul: 7                                          | –                         |
| 1. März 2020 – 7. März 2020 1 Woche (insgesamt 2) | 2                                      | NCT 127                                | Neo Zone                                                    | –                         |
| 8. März 2020 – 14. März 2020 1 Woche | 1                                      | Itzy                                   | It’z Me                                                     | –                         |
| 15. März 2020 – 21. März 2020 1 Woche (insgesamt 2) | 2                                      | NCT 127                                | Neo Zone                                                    | –                         |
| 22. März 2020 – 28. März 2020 1 Woche | 1                                      | Kang Daniel                            | Cyan                                                        | –                         |
| 29. März 2020 – 4. April 2020 1 Woche | 1                                      | Suho                                   | Self-Portrait                                               | –                         |
| 5. April 2020 – 11. April 2020 1 Woche | 1                                      | (G)I-DLE                               | I Trust                                                     | –                         |
| 12. April 2020 – 18. April 2020 1 Woche | 1                                      | Cravity                                | Season 1. Hideout: Remember Who We Are                      | –                         |
| 19. April 2020 – 25. April 2020 1 Woche | 1                                      | Got7                                   | Dye                                                         | –                         |
| 26. April 2020 – 2. Mai 2020 1 Woche | 1                                      | NCT Dream                              | Reload                                                      | –                         |
| 3. Mai 2020 – 9. Mai 2020 1 Woche | 1                                      | Astro 아스트로                         | 7th Mini Album [Gateway]                                    | –                         |
| 10. Mai 2020 – 16. Mai 2020 1 Woche | 1                                      | Nu’est 뉴이스트                        | The 8th Mini Album ‘The Nocturne’                           | –                         |
| 17. Mai 2020 – 23. Mai 2020 1 Woche | 1                                      | NCT 127                                | NCT #127 Neo Zone The Final Round – The 2nd Album Repackage | –                         |
| 24. Mai 2020 – 30. Mai 2020 1 Woche | 1                                      | Baekhyun 백현                          | Delight – The 2nd Mini Album                                | –                         |
| 31. Mai 2020 – 6. Juni 2020 1 Woche | 1                                      | Twice                                  | More & More                                                 | –                         |
| 7. Juni 2020 – 13. Juni 2020 1 Woche | 1                                      | Super Junior-K.R.Y.                    | When We Were Us 푸르게 빛나던 우리의 계절                   | –                         |
| 14. Juni 2020 – 20. Juni 2020 1 Woche | 1                                      | Stray Kids                             | Go生                                                        | –                         |
| 21. Juni 2020 – 27. Juni 2020 1 Woche (insgesamt 2) | 2                                      | Seventeen                              | Heng:garæ 헹가래                                            | –                         |
| 28. Juni 2020 – 4. Juli 2020 1 Woche | 1                                      | Baekhyun 백현                          | Delight - The 2nd Mini Album                                | –                         |
| 5. Juli 2020 – 11. Juli 2020 1 Woche (insgesamt 2) | 2                                      | Seventeen                              | Heng:garæ 헹가래                                            | –                         |
| 12. Juli 2020 – 18. Juli 2020 1 Woche | 1                                      | Exo-SC 세훈&찬열                       | 1 Billion Views                                             | –                         |
| 19. Juli 2020 – 25. Juli 2020 1 Woche | 1                                      | Blackpink                              | How You Like That (Special Edition)                         | –                         |
| 26. Juli 2020 – 1. August 2020 1 Woche | 1                                      | Ateez                                  | Zero: Fever Part 1                                          | –                         |
| 2. August 2020 – 8. August 2020 1 Woche | 1                                      | Kang Daniel 강다니엘                   | Magenta                                                     | –                         |
| 9. August 2020 – 15. August 2020 1 Woche | 1                                      | Treasure 트레저                        | The First Step: Chapter One                                 | –                         |
| 16. August 2020 – 22. August 2020 1 Woche | 1                                      | Itzy                                   | Not Shy                                                     | –                         |
| 23. August 2020 – 29. August 2020 1 Woche | 1                                      | Cravity                                | Season 2. Hideout: The New Day We Step Into                 | –                         |
| 30. August 2020 – 5. September 2020 1 Woche | 1                                      | Wonho 원호                             | Love Synonym Pt.1: Right for Me                             | –                         |
| 6. September 2020 – 12. September 2020 1 Woche | 1                                      | Taemin 태민                            | Never Gonna Dance Again: Act 1                              | –                         |
| 13. September 2020 – 19. September 2020 1 Woche | 1                                      | Stray Kids                             | In生                                                        | –                         |
| 20. September 2020 – 26. September 2020 1 Woche | 1                                      | Kim Ho-joong 김호중                    | Our Family 우리家                                           | –                         |
| 27. September 2020 – 3. Oktober 2020 1 Woche | 1                                      | Super Junior D&E                       | Bad Liar                                                    | –                         |
| 4. Oktober 2020 – 10. Oktober 2020 1 Woche | 1                                      | Blackpink                              | The Album                                                   | –                         |
| 11. Oktober 2020 – 17. Oktober 2020 1 Woche | 1                                      | NCT                                    | NCT 2020 Resonance Pt. 1                                    | –                         |
| 18. Oktober 2020 – 24. Oktober 2020 1 Woche | 1                                      | Seventeen                              | Semicolon                                                   | –                         |
| 25. Oktober 2020 – 31. Oktober 2020 1 Woche | 1                                      | SuperM                                 | Super One                                                   | –                         |
| 1. November 2020 – 7. November 2020 1 Woche | 1                                      | Monsta X 몬스타엑스                    | Fatal Love                                                  | –                         |
| 8. November 2020 – 14. November 2020 1 Woche | 1                                      | Treasure 트레저                        | The First Step: Chapter Three                               | –                         |
| 15. November 2020 – 21. November 2020 1 Woche | 1                                      | BTS 방탄소년단                         | Be (Deluxe Edition)                                         | –                         |
| 22. November 2020 – 28. November 2020 1 Woche | 1                                      | Henry 헨리                             | Journey                                                     | –                         |
| 29. November 2020 – 5. Dezember 2020 1 Woche (insgesamt 3) | 3                                      | NCT                                    | NCT Resonance Pt. 2                                         | –                         |
| 6. Dezember 2020 – 12. Dezember 2020 1 Woche | 1                                      | IZ*ONE                                 | One-reeler / Act IV                                         | –                         |
| 13. Dezember 2020 – 19. Dezember 2020 1 Woche | 1                                      | Kim Ho-joong 김호중                    | The Classic Album I - My Favorite Arias                     | –                         |
| 20. Dezember 2020 – 26. Dezember 2020 1 Woche (insgesamt 3) | 3                                      | NCT                                    | NCT Resonance Pt. 2                                         | –                         |
| 27. Dezember 2020 – 2. Januar 2021 1 Woche | 1                                      | TXT 투모로우바이투게더                 | Minisode1: Blue Hour                                        | –                         |

## Jahreshitparaden
| ← 2019 ← | Liste der Nummer-eins-Hits in Südkorea | Liste der Nummer-eins-Hits in Südkorea | Liste der Nummer-eins-Hits in Südkorea | 2021 →   |
| \| Singles \| Position# \| Alben \| \| ---------------------------------------------------------- \| --------- \| ------------------------------------- \| \| Any Song (아무노래) Zico \| 1 \| Map of the Soul: 7 BTS \| \| Meteor Changmo \| 2 \| Be BTS \| \| Aloha (아로하) Cho Jung-seok \| 3 \| Heng:garæ 헹가래 Seventeen \| \| 흔들리는 꽃들 속에서 네 샴푸향이 느껴진거야 Jang Beom-june \| 4 \| NCT Resonance Pt. 1 NCT \| \| Blueming IU \| 5 \| The Album Blackpink \| \| Eight (에잇) IU feat. Suga \| 6 \| Semicolon Seventeen \| \| Late Night (늦은 밤 너의 집 앞 골목길에서) Noel \| 7 \| Delight Baekhyun \| \| How Can I Love the Heartbreak, You're the One I Love AKMU \| 8 \| Neo Zone NCT 127 \| \| Psycho Red Velvet \| 9 \| NCT Resonance Pt. 2 NCT \| \| Start Over Gaho \| 10 \| Skool Luv Affair Special Addition BTS \| |                                        |                                        |                                        |          |
| ← 2019 |                                        |                                        |                                        | → 2021 → |
| Singles | Position#                              | Alben                                  |                                        |          |
| Any Song (아무노래) Zico | 1                                      | Map of the Soul: 7 BTS                 |                                        |          |
| Meteor Changmo | 2                                      | Be BTS                                 |                                        |          |
| Aloha (아로하) Cho Jung-seok | 3                                      | Heng:garæ 헹가래 Seventeen             |                                        |          |
| 흔들리는 꽃들 속에서 네 샴푸향이 느껴진거야 Jang Beom-june | 4                                      | NCT Resonance Pt. 1 NCT                |                                        |          |
| Blueming IU | 5                                      | The Album Blackpink                    |                                        |          |
| Eight (에잇) IU feat. Suga | 6                                      | Semicolon Seventeen                    |                                        |          |
| Late Night (늦은 밤 너의 집 앞 골목길에서) Noel | 7                                      | Delight Baekhyun                       |                                        |          |
| How Can I Love the Heartbreak, You're the One I Love AKMU | 8                                      | Neo Zone NCT 127                       |                                        |          |
| Psycho Red Velvet | 9                                      | NCT Resonance Pt. 2 NCT                |                                        |          |
| Start Over Gaho | 10                                     | Skool Luv Affair Special Addition BTS  |                                        |          |